# 全国高校生未来会議
全国高校生未来会議（ぜんこくこうこうせいみらいかいぎ、英語: National High School Future Conference）はNPO法人未来会議による全国の高校生が参加し、現役政治家や有識者との対話を通じて、政策や社会課題に主体的に向き合うことを目的とした討議型イベントである。高校生中心の有志による運営で構成されており、衆議院第一議員会館や参議院議員会館などを会場として開催される。

## 概要
全国高校生未来会議は、「いま、高校生にできること」というテーマを掲げ、全国の高校生が各政党の政治家や専門家と意見を交わす機会を提供している。特定の政党に偏らない構成を特徴としており、これまでに菅義偉、枝野幸男、泉健太、安倍晋三、蓮舫、山口那津男、野田佳彦、玉木雄一郎、馬場伸幸、神谷宗幣、山下芳生、福島みずほ、河村たかしなど、与野党を問わず多くの国会議員が登壇している。

## 第14回全国高校生未来会議
2025年夏、第14回全国高校生未来会議が開催された。7月24日の「ジェンダーから考える多様な社会」（衆議院議員第一会館）、8月4日の「AIと共に生きる社会のかたち」（参議院議員会館）、8月13日の「戦後80年、高校生が描く“次の時代の平和”」（衆議院議員第一会館）の3イベントで構成された。
「ジェンダーから考える多様な社会」では、上野千鶴子東京大学名誉教授らが講演した。「男性育休を取得しやすい職場環境」「SRHRと相互理解」「性別役割分担と未来の働き方」「選択的夫婦別姓の影響」などを議題とするディスカッションが行われた。
「AIと共に生きる社会のかたち」では、城内実内閣府特命担当大臣、平将明デジタル大臣らが登壇し、小池百合子東京都知事が応援メッセージを寄せた。大久保朋果江東区長や矢田稚子前内閣総理大臣補佐官のほか多くの地方議員も参加し、最優秀チームは「ディープフェイクを無許可で生成することの規制案」を提言した。
「戦後80年、高校生が描く“次の時代の平和”」では、高校生による「高校生平和宣言」が作成され、林芳正官房長官がこれを受け取り激励を行った。また政党代表者演説では、自由民主党大空幸星、公明党河西宏一、立憲民主党泉健太、国民民主党玉木雄一郎、参政党梅村みずほ、日本共産党本村伸子、れいわ新選組伊勢崎賢治、社会民主党ラサール石井が登壇し、参加者投票では国民民主党が最多得票を得た。

## 過去の登壇者・来場者一覧

### 政治家
(順不同)
- 菅義偉
- 林芳正
- 矢田わか子
- 平将明
- 城内実
- 枝野幸男
- 野田佳彦
- 泉健太
- 安倍晋三
- 蓮舫
- 山口那津男
- 津村啓介
- 浜口誠
- 馬場伸幸
- 山下芳生
- 神谷宗幣
- 吉川里奈
- 北野裕子
- 福島みずほ
- 河村たかし
- 片山さつき
- 大空幸星
- 新妻ひでき
- 西岡義高
- 浅野哲
- 石井智恵
- 松原仁
- 向山淳
- 藤岡隆雄
- 嘉田由紀子
- 篠田奈保子
- 柴山昌彦
- 水沼秀幸
- 齊藤健一郎
- 奥村政佳
- 阿部祐美子
- 髙良鉄美
- 鳩山紀一郎
- 古川直季
- 上田清司
- 竹内千春
- 宗野創
- 羽田次郎
- 森洋介
- 石川大我
- 土田慎
- 玉木雄一郎
- 尾辻かな子
- 岩谷良平
- 八幡愛
- 中曽根康隆
- 馬場雄基
- 福島伸享
- 星北斗
- 宗野創
- 金村龍那
- 黒田征樹
- 武正公一
- 松下玲子
- 長妻昭
- 高木まり
- 下野幸助
- 早稲田夕季
- 金子道仁
- 岡本あき子
- ラサール石井
- 伊勢崎賢治
- 本村伸子
- 河西宏一
- 梅村みずほ
- 初鹿野祐樹
- 北村晴男
- 高橋まきこ　東京都議会議員
- 福島りえこ　東京都議会議員
- 米倉春奈　東京都議会議員
- さいとう和樹　東京都議会議員
- こまざき美紀　東京都議会議員
- 天沼ひろし　東京都議会議員
- さいき陽平　港区議会議員
- てらだはるか　杉並区議会議員
- おのみずき　世田谷区議会議員
- さこうもみ　武蔵野市議会議員
- 高口ようこ　練馬区議会議員
- ほづみゆうき　中央区議会議員
- 山田たかゆき　板橋区議会議員
- いでい良輔　元中野区議会議長
- 須田賢　渋谷区議会議員
- 山本ひろこ　目黒区議会議員
- 中妻じょうた　板橋区議会議員
- なすのあやか　川崎市議会議員
- 青木のりお　川﨑市議会議員
- 大月健弘　荒川区議会議員
- くわずるゆき子　渋谷区議会議員
- 本目さよ　台東区議会議員
- 乙武洋匡

### そのほか
- 上野千鶴子
- 鈴木なりさ
- 遠藤まめた
- Usutaku
- 國本知里
- 岩﨑謙汰
- 羽深宏樹
- 三宅陽一郎
- 久保田徹

## エピソード
- 玉木雄一郎は自身のオフィサルサイトに「全国高校生未来会議の各党代表者演説で五連覇達成」をプロフィールとして掲載している。[18]

- 石川大我は2025年3月21日の予算委員会で被選挙年齢引き下げに関する質問をする際に「(第12回)全国高校生未来会議において、被選挙権年齢引き下げを掲げたグループが一位に選ばれ[19]ました。」と言及をした。[20]